# マリオン郡 (ミズーリ州)
座標: 北緯39度49分 西経91度37分 / 北緯39.81度 西経91.62度
マリオン郡（英: Marion County）は、アメリカ合衆国ミズーリ州にある郡。2005年の推定人口は28,375人で、郡庁所在地はパルミラ（Palmyra）である。
マリオン郡一帯は、郡の組織以前は「2つの川がある土地」（Two Rivers Country）と呼ばれ、その後1826年に郡が組織された。また、郡名はアメリカ独立戦争で活躍し、「沼の狐」と呼ばれたフランシス・マリオンからとられた。
マリオン郡はハンニバル小都市統計地域（Hannibal Micropolitan Statistical Area）の一部となっている。

## 地理
アメリカ合衆国国勢調査局によると、この郡は総面積1,150 km2 （444 mi2）である。このうち1,135 km2 （438 mi2）が陸地で、15 km2 （6 mi2）が水域である。総面積の1.34%が水域となっている。

### 隣接する郡
- ルイス郡（北）
- アダムズ郡 (イリノイ州)（北東）
- パイク郡 (イリノイ州)（南東）
- ラルズ郡（南）
- モンロー郡（南西）
- シェルビー郡（西）

### 幹線道路
- 州間高速道路72号線
- 国道24号線
- 国道36号線
- 国道61号線
- 州道6号線
- 州道168号線

## 人口動静

2000年国勢調査時のマリオン郡の人口ピラミッド

2000年現在の国勢調査で、この郡は28,289人、11,066世帯、及び7,524家族が暮らしている。人口密度は25/km2 （65/mi2）で、11/km2 （28/mi2）の平均的な密度に12,443軒の住居が建っている。この郡の人種的構成は白人93.26%、黒人（アフリカ系）4.62%、先住民0.27%、アジア系0.28%、太平洋諸島系0.08%、その他の人種0.18%、及び混血1.32%で、人口の0.89%がヒスパニックまたはラテン系である。住民のうち28.5%がドイツ系、25.6%がアメリカ系、11.0%がアイルランド系、10.3%がイングランド系移民の子孫である。
11,066世帯のうち、33.30%は18歳未満の子供と暮らしており、53.50%は夫婦で生活している。11.40%は未婚の女性が世帯主であり、32.00%は家族以外の住人と同居している。28.10%は独身の人が住んでおり、13.80%は65歳以上の独居老人である。1世帯あたりの平均人数は2.44人であり、家庭の場合は2.98人である。
郡内の住民は25.70%が18歳未満の未成年、18歳以上24歳以下が9.50%、25歳以上44歳以下が26.40%、45歳以上64歳以下が21.70%、及び65歳以上が16.60%にわたっている。中央値年齢は37歳である。女性100人に対して男性は89.40人いて、18歳以上の女性100人に対しては男性は85.70人いる。
この郡の世帯ごとの平均的な収入は31,774米ドルであり、家族ごとでは41,290米ドルである。男性の30,935米ドルに対して女性は20,591米ドルの平均的な収入がある。この郡の一人当たりの収入（per capita income）は16,964米ドルである。人口の12.10%及び家族の9.30%は貧困線以下である。18歳未満の15.30%及び65歳以上の10.50%は貧困線以下の生活を送っている。

## 都市および町
（括弧内の数字は2000年時の人口）
- ハンニバル（en:Hannibal, Missouri 17,757）ラルズ郡にもまたがる
- モンロー・シティ（en:Monroe City, Missouri 2,588）モンロー郡、ラルズ郡にもまたがる
- パルミラ（en:Palmyra, Missouri 3,467）
- フィラデルフィア（en:Philadelphia, Missouri）
- テイラー（en:Taylor, Missouri）
- ウエスト・クインシー（en:West Quincy, Missouri）